# Esporte universitário

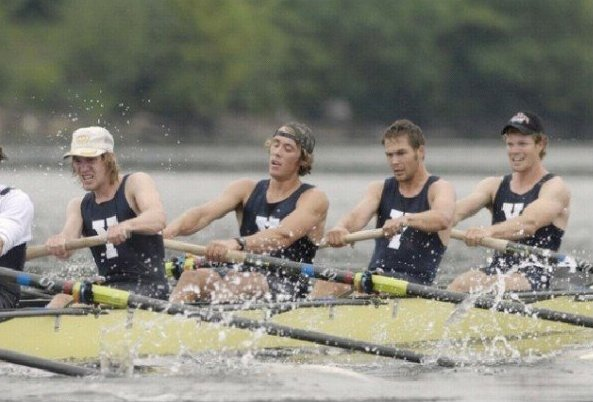
Equipe remo da Universidade de Yale na regata anual Harvard-Yale

Esporte universitário ou desporto universitário engloba a prática competitiva de esportes e jogos não profissionais, por estudantes universitários.

## Jogos Mundiais Universitários
Os primeiros Jogos Mundiais Universitários foram realizados em 1923. Originalmente eram chamados de Union Nationale des Étudiants Français. Em 1957, após várias renomeações anteriores, eles ficaram conhecidos em inglês como Jogos Mundiais Universitários .

## Por país

### América do Norte

#### Estados Unidos

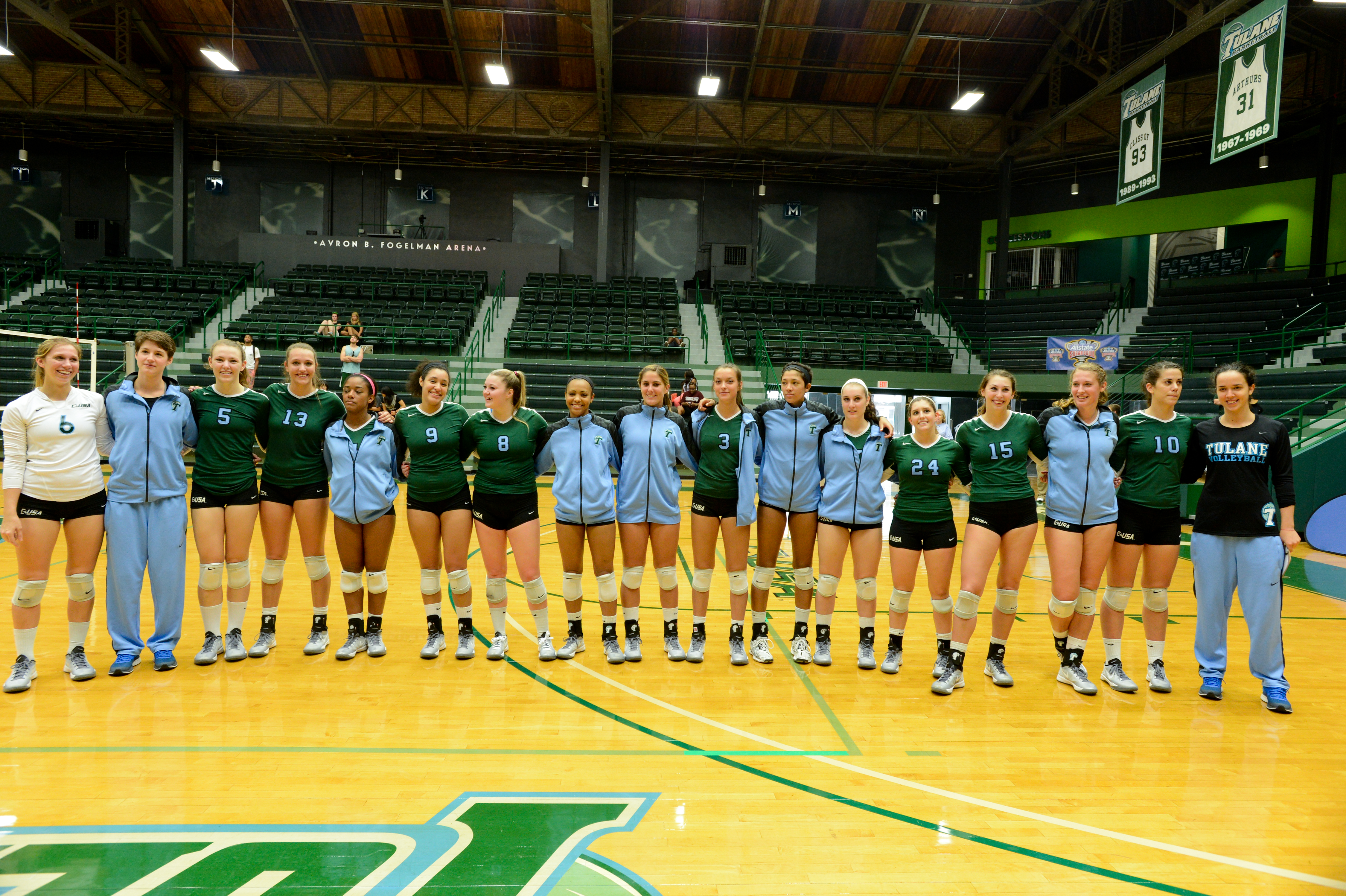
Time de vôlei feminino de uma universidade dos EUA.

O atletismo universitário é um grande empreendimento nos Estados Unidos, com mais de 500.000 "atletas estudantes" frequentando mais de 1.100 universidades e faculdades competindo anualmente. Os maiores programas são:
- National Collegiate Athletic Association (NCAA)
- National Association of Intercollegiate Athletics (NAIA)
- National Junior College Athletic Association (en: NJCAA).

Entre muitos outros esportes, as competições mais assistidas são futebol americano e basquete, embora existam competições em muitos outros esportes, incluindo badminton, beisebol, softball, hóquei no gelo, futebol, rugby union, vôlei, lacrosse, hóquei de campo, críquete, handebol, natação e mergulho, atletismo, golfe, tênis, tênis de mesa, pickleball, remo e muitos outros, dependendo da universidade. Nos Estados Unidos, os atletas universitários são considerados amadores e sua remuneração é geralmente limitada a bolsas de estudo esportivas. No entanto, há desacordo sobre se os atletas universitários devem ser pagos. O atletismo universitário tem sido criticado por desviar recursos dos estudos acadêmicos, enquanto os atletas estudantes não remunerados geram renda para suas universidades e entidades privadas. Devido à aprovação do Title IX nos Estados Unidos, as universidades devem oferecer um número igual de bolsas de estudo para mulheres e homens.

#### Canadá
O Canadá tem mais de 14.000 atletas estudantes em 56 universidades sob a "U Sports", o órgão nacional que rege o esporte universitário no país. Anualmente, 12 esportes competem em 21 campeonatos nacionais. Semelhante aos EUA, a compensação é limitada a bolsas de estudos esportivas. Existem bolsas de estudos esportivas que são concedidas a atletas estudantes com base na elegibilidade acadêmica e na habilidade atlética. Existe um requisito acadêmico mínimo para que os atletas estudantes obtenham a bolsa. Existe um limite de valor para bolsas de estudo que varia entre os esportes. As bolsas de estudos esportivas não são determinadas apenas pelos limites da liga, mas variam de acordo com a instituição, equipe e padrão dos treinadores. Cada atleta estudante que compete sob a U Sports tem cinco anos de elegibilidade e deve completar 3,0 créditos todos os anos antes de competir. Existem outros esportes que competem no nível universitário, mas não se enquadram na U Sports. Esses esportes podem ser legislados pelas conferências, incluindo - Canada West (CanWest), Ontario University Athletics (OUA), Quebec Student Sport Federation (RSEQ), and Atlantic University Sport (AUS). As faculdades no Canadá competem sob a  Canadian College Athletic Association (CCAA).

### América Latina
Brasil
O esporte universitário no Brasil é comum em muitas faculdades e universidades, embora não possua o prestígio e o estatuto dos clubes desportivos existentes, sendo relegado para o amadorismo. A maior parte dos jogos são organizados por associações de estudantes normalmente denominadas “Atlética” do respetivo curso, resultando em jogos intramuros entre equipas de diferentes cursos, existem também competições extramuros entre diferentes universidades, um famoso clássico são os jogos entre estudantes da Universidade Mackenzie e da Universidade de São Paulo - USP em São Paulo. Desde 1935 são realizados os Jogos Universitários Brasileiros - JUBs, que começaram como bienais e passaram a ser anuais a partir de 1968, organizados pela Confederação Brasileira de Desportos Universitários - CBDU. 

#### México
Algumas universidades mexicanas são filiadas a times profissionais de futebol. Um desses times é a Universidad Autonoma Pumas.

### Oceania

#### Austrália
O UniSport Nationals é um evento multiesportivo anual realizado na Austrália entre suas 43 universidades e instituições terciárias associadas. Mais de 7.000 estudantes universitários participam do evento a cada ano. Comparado à NCAA nos EUA e à USports no Canadá, no entanto, o UniSport Nationals é menos competitivo e comparável ao nível de competição intramural.
Historicamente, os esportes universitários receberam pouca atenção acadêmica na Austrália. Em 1863, o rugby union foi jogado pela primeira vez na Austrália na Universidade de Sydney, quando vários clubes afiliados à universidade foram estabelecidos.[1] Um dos primeiros times de críquete da Austrália foi fundado na Universidade de Sydney em 1854. Este time afiliado à universidade é um dos únicos times daquele período que ainda existe.

#### Nova Zelândia
Os times esportivos das universidades da Nova Zelândia normalmente competem em ligas esportivas locais contra times não universitários. Há um evento nacional anual que abrange um grande número de esportes e atividades culturais competitivas (como debates). O evento é normalmente realizado na Páscoa, girando em torno de centros universitários.

### Ásia

#### Leste Asiático

##### China
O esporte universitário foi estabelecido na China na década de 1930. Um desses programas foi na Universidade Católica de Pequim. Em 1936, membros da equipe viajaram para o Japão como membros de uma equipe para participar de uma competição de basquete e futebol de associação. Durante os estágios iniciais da Segunda Guerra Mundial na região, a maioria das universidades suspendeu seus programas esportivos. As exceções foram a Universidade Fu Ren e a Universidade Yanjing, que mantiveram esses programas abertos até 1942 antes de fechá-los.
As universidades chinesas organizavam corridas de barco antes da revolução cultural. Essas corridas foram modeladas a partir das corridas de barco na Inglaterra.
A Associação Universitária Chinesa de Basquete é atualmente a liga universitária de basquete mais popular e competitiva da China. Em 2018, o Grupo Alibaba adquiriu os direitos de transmissão da liga por US$ 150 milhões via sua subsidiária AliSports. Outras associações esportivas universitárias, como a Associação Universitária Chinesa de Futebol e a Associação Universitária Chinesa de Maratona, estão sendo transmitidas pela AliSports.

##### Japão
O Japão começou a se envolver em esportes quando esportes de estilo ocidental foram introduzidos no Japão da Europa e dos Estados Unidos como um subproduto da política de ocidentalização desenvolvida pela Restauração Meiji após três séculos de isolamento nacional. Isso foi realizado pelos chamados "estrangeiros contratados" convidados pelo novo governo e pelo povo japonês retornando ao Ocidente. 
Havia vários tipos de canais pelos quais esportes de estilo ocidental foram introduzidos no Japão, mas foram as escolas que desempenharam um papel particularmente importante no estabelecimento frequente e sustentado de esportes de estilo ocidental no Japão. Após a promulgação estudantil de 1873, os esportes modernos começaram a penetrar em várias escolas, especialmente instituições de ensino superior, como universidades, escolas normais superiores e antigas escolas secundárias. 
Entre a ocidentalização que estava ocorrendo em quase todas as áreas da cultura, incluindo economia, política, tecnologia industrial, pensamento, literatura, música, alimentação, vestuário e arquitetura, o campo da educação em particular viu um desenvolvimento notável de esportes de estilo ocidental. Esta foi a base para o surgimento do senso moderno único de esportes do Japão. A necessidade de dar significado à prática de esportes no campo da educação. 
Na segunda metade do século XIX, os filhos de cavalheiros, que formavam a classe dominante da sociedade britânica, e os filhos da burguesia emergente de classe média, que tinham admiração ilimitada por eles, frequentavam escolas públicas, e os filhos da burguesia das universidades de Oxford e Cambridge frequentavam as escolas públicas. Na segunda metade do século XIX, a elevação dos esportes estava sendo planejada por ativistas "cristãos durões" que eram graduados em escolas públicas e universidades de Oxford e Cambridge, que eram frequentadas pelos filhos de cavalheiros que eram a classe dominante da sociedade britânica e pelos filhos da burguesia emergente de classe média que os admirava. Essa visão dos esportes forneceu as condições para os japoneses da época desenvolverem esportes na escola.
Após retornar dos EUA, Hiroshi Hiraoka (平岡凞), um engenheiro ferroviário, fundou o primeiro time de beisebol do Japão, o Shinbashi Club. O rúgbi foi o primeiro evento esportivo no Japão, com a fundação do clube de rúgbi da Universidade Keio em 1899. O futebol foi jogado em 1904 com a fundação do clube de futebol na Escola Normal Superior de Tóquio, atual Universidade de Tsukuba. O futebol americano data de 1934 com a fundação do clube de futebol americano na Universidade Rikkyo.
Entre os esportes introduzidos do exterior, o beisebol se tornou especialmente popular durante esse período. 1894 viu o surgimento da palavra "yakyū(野球)" como uma tradução da palavra "base ball". Ichiko perdeu para a Universidade Waseda e a Universidade Keio em 1904, inaugurando a era de ambas as universidades. (Isso mais tarde se desenvolveu na rivalidade Waseda-Keio), e a popularidade do beisebol se espalhou para as competições entre faculdades técnicas e escolas de ensino fundamental (Utsunomiya x Mito; 5th High x Yamaguchi; 1st High x 3nd High, etc.). 
Em uma época em que o entretenimento principal para os cidadãos era "assistir", como ver as flores de cerejeira, visitar templos e santuários e assistir a lutas de sumô, era emocionante para os cidadãos ver estudantes universitários participando de jogos de beisebol nascidos nos Estados Unidos. As pessoas até se reuniam para assistir aos alunos praticando no campo de beisebol. O estádio estava lotado de pessoas que se reuniam para assistir aos jogos. Grandes jornais como o Asahi Shimbun e o Mainichi Shimbun escreveram extensivamente sobre o sucesso dos jogos, e o beisebol universitário se tornou uma espécie de fenômeno social.
Esportes universitários foram introduzidos no Japão na década de 1930.
Mesmo após a Segunda Guerra Mundial, os desportos universitários estabeleceram uma história e tradição gloriosas, como o renascimento da rivalidade Waseda-Keio (jp:硬式野球) no Estádio Meiji Jingu em outono de 1945 e a popularidade de Shigeo Nagashima, que apoiou a idade de ouro da Universidade Rikkyo na década de 1960. A partir destes desenvolvimentos, o clube atlético (Undō-bu, jp:運動部) foi formado como parte das actividades extracurriculares do clube (club-katsudō, ja:クラブ活動) nas escolas do Japão, que têm várias academias (bu), e actividades desportivas. Em cada universidade, uma organização chamada Taiikukai_Undō-bu(jp:体育会運動部) foi formada, e o termo taiikukai-kei (jp:体育会系) foi até cunhado.

Em 1977, o ultimate frisbee tinha sido estabelecido como desporto universitário. Nesse ano, realizaram-se campeonatos nacionais, tendo a Universidade de Aichi Gakuin vencido o evento inaugural. Muitos destes novos desportos tornaram-se populares depois de serem praticados por equipas universitárias (por exemplo, lacrosse).
Em 2019, a Associação Japonesa de Atletismo e Desporto Universitário (UNIVAS), uma associação geral incorporada, foi criada para reforçar o desporto universitário no Japão.
- Ver Lista das competições e organizações desportivas universitárias no Japão para mais informações sobre cada organização desportiva.

Na verdade, o Torneio de Beisebol Kōshien(jp:日本の高校野球), um torneio do ensino médio (disputado na primavera e no verão), e o Torneio de Futebol Escolar de Todo Japão (jp: 全国高等学校サッカー選手権大会), um campeonato de futebol masculino, o Spring High School Volleyball (ja), o basquete, Hanazono (National_High_School_Rugby_Tournament) de rúgbi, Miyakoōji (All-Japan_High_School_Ekiden_Championship) de Ekiden (disputado no inverno), são realizados por equipes de ensino médio no Japão. No entanto, poucos torneios são televisionados nacionalmente para estudantes atletas de esportes universitários, como o All Japan University Rugby Championship. A Tokyo Big6 Baseball League fica em Tóquio, e o Koshien Bowl, que supostamente é o campeonato nacional de futebol americano, só é emocionante na região de Kansai, portanto não se pode dizer que seja um evento nacional. O Hakone Ekiden, que supostamente aumenta o número de candidatos e a renda das taxas de exame como resultado da vitória e do bom desempenho no evento, é, na verdade, um evento da região de Kanto.
Além do exame geral de admissão, as universidades japonesas também oferecem o Recomendação de Admissão Esportiva (jp:スポーツ推薦). Esse sistema é usado para admitir alunos que alcançaram um determinado nível de sucesso atlético a fim de fortalecer e manter a força das equipes esportivas da universidade. Muitas universidades fazem isso. No entanto, os critérios de admissão, ou seja, o número de alunos admitidos, o grau de desempenho atlético e a forma como o desempenho acadêmico do candidato é levado em consideração, variam de universidade para universidade.
Futebol universitário no Japão.
O All Japan University Football Championship e o All Japan Women's University Football Championship são os principais torneios universitários do Japão. Ambos os eventos contam com a participação de 24 faculdades e universidades que se classificaram. Uma série de qualificação diferente será realizada a cada ano. A edição de 2022 de ambos os torneios men's e women's ocorrerá entre dezembro de 2022 e janeiro de 2023. 
Além disso, há a Prime Minister Cup All Japan University Soccer Tournament (ja:総理大臣杯全日本大学サッカートーナメント), que tem um formato totalmente aberto em relação às equipes concorrentes.
Há também ligas de futebol universitário em cada região do Japão.Além disso, há um torneio chamado Denso Cup (ja:デンソーカップサッカー), que é dividido em oito regiões do Japão, sendo que cada região organiza suas próprias equipes de estudantes universitários e as equipes jogam entre si.
No Japão, os esportes trazidos do exterior durante a era Meiji (1868-1912) foram introduzidos como parte da educação, e as escolas e outras instituições educacionais tinham seus próprios times. O futebol não é exceção, e os vestígios dessa tradição continuam por muito tempo. Até o estabelecimento da antiga Japan_Soccer_League, que consistia principalmente de jogadores adultos amadores, após as Olimpíadas de Tóquio de 1964, o time nacional de futebol do Japão consistia principalmente de estudantes universitários e seus graduados. Os times da Liga Japonesa também não tinham academias de treinamento, mas recrutavam jogadores que haviam jogado no ensino médio (consulte também:Japan_High_School_Soccer_ja:高校サッカー) ou em times universitários.
Em outras palavras, os times de futebol universitários japoneses eram uma valiosa fonte de suprimento para os times da Liga Japonesa. Portanto, de 1993, quando a J.League profissional foi fundada e tinha uma organização de treinamento, até 1998_FIFA_World_Cup, muitos dos membros da seleção japonesa eram universitários.
Muitos jogadores de futebol universitário no Japão, que tem um sistema de “futebol universitário para a equipe nacional” semelhante ao dos Estados Unidos, passaram a representar suas equipes nacionais. Nove jogadores da seleção japonesa de futebol na Copa do Mundo da FIFA 2022 têm formação em futebol universitário.
Desde 1993, a maioria dos jogadores que se juntaram aos clubes da J. League veio de organizações de desenvolvimento e imediatamente após o ensino médio, e não das universidades. [O time nacional de futebol sub-20 do Japão também foi composto principalmente por jogadores universitários durante muitos anos. No entanto, a equipe de futebol sub-20 que chegou à final da Copa do Mundo Sub-20 da FIFA de 1999 tinha apenas três jogadores universitários. Os demais eram jogadores que já haviam se juntado aos clubes da J-League. Depois de 1993, a maioria dos jogadores que se juntaram aos times universitários eram jogadores que não foram procurados pelos clubes da J-League. No entanto, ainda havia casos em que os jogadores eram selecionados para o time de futebol sub-20 do Japão ou eram procurados por clubes da J-League após desenvolverem suas habilidades em times de futebol universitários.
Na equipe nacional de futebol de 2022, os graduados universitários terão mais oportunidades de jogar em suas equipes do que os graduados imediatamente após o término do ensino médio. Se um jogador for bom o suficiente para ser selecionado para a equipe nacional, ele poderá ser um ativo imediato, seja na universidade ou quando entrar em um clube profissional, mesmo que tenha acabado de entrar.
Isso significa que eles podem ganhar mais experiência de jogo. Depois disso, aJapan_national_under-23_football_team que competiu nas 2020_Summer_Olympics, na qual a equipe nacional de 2022 se baseou, também empregaria um grande número de estudantes universitários.Kaoru_Mitoma, membro da equipe nacional de futebol do Japão na Copa do Mundo da FIFA 2022, optou por ir para a universidade, embora pudesse ter entrado para a equipe da J.League. A Escola de Educação Física, Saúde e Ciências do Esporte da University_of_Tsukuba, onde Kaoru_Mitoma estudou, produziu muitos jogadores da seleção japonesa de futebol. É também um instituto nacional de pesquisa que reinou por muitos anos no Japão como uma instituição que pesquisa futebol.
Quando os jogadores japoneses vão para o exterior para jogar futebol, eles geralmente passam pela J-League, mas, desde a década de 2010, um número cada vez maior de jogadores tem se juntado a ligas de futebol fora do Japão imediatamente após passar por uma organização de desenvolvimento. Mesmo nesse caso, muitos jogadores vão para o exterior depois de se formarem no ensino médio.
No entanto, no caso de Kein_Satō(ja:佐藤恵允), membro da equipe de futebol sub-23 do Japão que pretende participar das 2024_Summer_Olympics, seu clube anterior era a Meiji University, que também produziu Yuto Nagatomo, antes de ele ingressar no clube da Bundesliga.
A equipe nacional da Universíade do Japão (ja: ユニバーシアードサッカー日本代表) venceu a Football_at_the_Summer_Universiade em 1995, 2001, 2003, 2005, 2011, 2017 e 2019, A equipe venceu um total de sete vezes na Football_at_the_Summer_Universiade.
Em relação ao futebol universitário feminino no Japão, em dezembro de 2008, 64 universidades eram membros da Japan University Women's Football Association e 1.261 jogadoras estavam registradas na Japan Football Association (JFA). Até então, as jogadoras registradas no futebol universitário não eram de alto nível, pois muitas delas começaram a jogar futebol na universidade.No entanto, desde o final dos anos 2000, o número de jogadores registrados aumentou, e os jogadores de alto nível das equipes do ensino médio optaram por jogar no nível universitário devido ao sucesso na Universíade, e o nível do futebol universitário melhorou.  No caso do futebol feminino, os resultados anteriores da Universiade mostram cinco vice-campeonatos e dois terceiros lugares, indicando que o futebol universitário feminino japonês está em um nível em que está sempre em posição de disputar o campeonato mundial.
O All Japan Women's University Football Championship, um dos principais e mais prestigiados torneios de futebol feminino universitário do Japão, decide o campeonato universitário, com as equipes que venceram suas rodadas regionais e de playoffs competindo pelo campeonato na liga preliminar e depois no torneio final. Além disso, o “Festival Nacional de Futebol Feminino Universitário de Tsukuba” é realizado todo mês de agosto com a participação de mais de 30 equipes. Além disso, há torneios regionais que foram iniciados para fortalecer a 2001_Summer_Universiade. Esses torneios regionais foram desenvolvidos a partir dos torneios Leste-Oeste no passado e desempenharam um papel no fortalecimento do futebol feminino universitário.

##### Coréia do Sul
Os esportes universitários são organizados pela Korea University Sports Federation (KUSF) e os alunos devem estar matriculados em uma instituição membro para participar. Ela organiza a U-League em seis esportes (beisebol, basquete, futebol, tênis e vôlei) e o Campeonato de Clubes em quatro esportes coletivos (beisebol, basquete, futebol e vôlei). A U-League se espelha nas ligas profissionais nacionais e um grande número de estudantes-atletas acaba se tornando profissional. O Campeonato de Clubes é disputado por equipes universitárias operadas como times intercursos.

#### Sudeste Asiático

##### Filipinas
A Federação das Associações de Esportes Escolares das Filipinas (en: FESSAP) é o órgão governamental reconhecido pela Federação Internacional do Esporte Universitário (FISU) nas Filipinas. Notavelmente, as duas maiores associações esportivas da região metropolitana de Manila, a University Athletic Association of the Philippines (en: UAAP) e a National Collegiate Athletic Association (en: NCAA) não são membros, mas a maior associação esportiva da grande Cebu, a Cebu Schools Athletic Foundation, Inc. (en: CESAFI), é, assim como a maioria das outras associações esportivas das províncias.
A UAAP tentou retirar o reconhecimento da FESSAP pela FISU em 2013, mas foi negado.

##### Indonésia
Ver: Liga Mahasiswa (em Indonésio)

#### Sul da Ásia

##### Índia
Ver: Troféu Maulana Abul Kalam Azad (em inglês)

### África

#### África do Sul
A Varsity Sports (África do Sul) é uma organização de ligas esportivas universitárias na África do Sul. Atualmente, a organização patrocina sete eventos: atletismo, vôlei de praia, futebol americano, hóquei em campo, netball e rugby sevens.
Durante a década de 1970, a União Nacional dos Estudantes Sul-Africanos (en: NUSAS) trabalhou para criar um programa de esportes universitários em que a raça não fosse considerada nos arranjos de equipes e competições. A organização enfrentou alguns obstáculos governamentais. Na época, os esportes inter-raciais só podiam ser praticados em locais privados, o que significava que os jogos e as competições não podiam ser realizados em locais públicos da universidade. Eles tinham modelos da Universidade de Witwatersrand e da Universidade da Cidade do Cabo, que já haviam realizado tais eventos.

### Europa

#### Europa Ocidental
A British Universities and Colleges Sport (en: BUCS) é o órgão regulador dos esportes universitários e de faculdades no Reino Unido. Ela administra ligas em 16 esportes e um campeonato anual, que em 2011 abrangeu 19 esportes. A organização da BUCS é muito diferente da NCAA dos EUA, no sentido de que a BUCS não é competitiva como a NCAA.
O BUCS Super Rugby é a principal competição de rugby de nível universitário no Reino Unido. Atualmente, há 10 universidades que competem no BUCS Super Rugby.
Havia corridas de barco na Inglaterra vitoriana, e a Corrida de Barco entre Oxford e Cambridge ainda é um evento anual. A assimilação dos esportes na vida acadêmica das Universidades de Cambridge e Oxford no século XIX também foi documentada.
Na década de 1990, o ultimate frisbee tornou-se um esporte popular nos campi universitários, o que levou à criação de uma federação nacional do esporte.
As universidades do País de Gales apoiam o desenvolvimento nacional do atletismo. A Piscina Nacional do País de Gales, na Universidade de Swansea, proporciona um desenvolvimento de alto nível da natação.

#### Europa Oriental

##### Armênia
A Federação Armênia de Esportes Estudantis (ARMSSF) é uma organização não governamental responsável por defender, apoiar e promover os interesses dos esportes e atividades físicas dos estudantes na Armênia. A sede da federação está localizada em Erevã. A Federação mantém vários acordos de cooperação com universidades de toda a Armênia. As universidades do País de Gales apoiam o desenvolvimento nacional do atletismo. A Piscina Nacional do País de Gales, na Universidade de Swansea, proporciona um desenvolvimento de alto nível da natação.
A Federação é responsável pelo envio de estudantes-atletas para participar de vários campeonatos esportivos universitários de nível internacional e europeu, incluindo os Jogos Universitários Mundiais de Verão e Inverno, os Campeonatos Universitários Mundiais da FISU e os Jogos Estudantis Pan-Europeus. A ARMSSF também organiza eventos, competições e atividades nacionais para estudantes em toda a Armênia e frequentemente colabora com outras federações esportivas, como a de Tênis de Mesa, de Armwrestling, de Remo e Canoagem, de Patinação Artística, entre outras.
A ARMSSF organiza anualmente os “Jogos Esportivos Estudantis da República da Armênia”. Em novembro de 2014, mais de 3.500 estudantes de 21 universidades armênias participaram. Os jogos são patrocinados pelo Ministério da Educação e Ciência.